# Adebayo Akinkunle
Adebayo Akinkunle (* 15. April 1975) ist ein ehemaliger US-amerikanischer Basketballspieler.

## Laufbahn
Der 2,05 Meter große Innenspieler gehörte als Jugendlicher zur Basketballmannschaft der Morgan Park High School in Chicago, ehe er von 1994 bis 1998 für die Bradley University spielte. In allen vier Spielzeiten in der ersten NCAA-Division erzielte Akinkunle zweistellige Punktwerte und verbuchte zudem teils überragende Statistiken in den Kategorien Rebounds und Blocks. In seiner Abschlusssaison 1997/98 kam er auf Mittelwerte von 18,5 Punkten, 9,9 Rebounds, 2,4 Korbvorlagen sowie 2,3 Blocks pro Partie. Im Spieljahr 1996/97 hatte er je Begegnung sogar einen Mittelwert von 3,4 geblockten gegnerischen Würfen erzielt. Mit 72 Blocks in der Saison 1996/97 stellte er eine Bradley-Bestmarke auf und lag bei seinem Abschied von der Hochschulmannschaft bei geblockten Würfen in der ewigen Bestenliste auf dem zweiten Platz. 1998 wurde er in der Missouri Valley Conference als Verteidiger des Jahres ausgezeichnet. Akinkunle wurde in Bradleys Basketballmannschaft des Jahrzehnts für die 1990er Jahre berufen und in die Ruhmeshalle der Hochschule aufgenommen.
Der US-Amerikaner begann seine Profilaufbahn beim deutschen Zweitligaverein BCJ Hamburg und war dort gleich bester Korbschütze der Mannschaft, verletzte sich aber, sodass die Hamburger in Person von Mitchell „J.J.“ Anderson einen Ersatz verpflichteten, der ihn zeitweilig ersetzte. Die Saison endete mit dem Aufstieg der Hamburger in die Basketball-Bundesliga. Akinkunle spielte auch in der höchsten deutschen Spielklasse für BCJ und wurde dank seiner guten Leistungen für den Aufsteiger zum Allstar-Spiel der Bundesliga eingeladen. Er kam in 22 Bundesligaspielen auf 14,1 Punkte und 10,4 Rebounds je Begegnung. Die Hamburger hatten in der Bundesliga Zahlungsschwierigkeiten, von denen auch Adinkunle betroffen war.
Der Amerikaner spielte nach seiner Hamburger Zeit in China bei den Zhejiang Horses sowie von 2002 bis 2004 bei der japanischen Mannschaft Matsushita Electric Panasonic Kangaroos. Im Frühjahr 2005 kehrte er in die Bundesliga zurück und bestritt bis zum Ende der Saison 2004/05 zehn Einsätze für EnBW Ludwigsburg (3,7 Punkte, 4,3 Rebounds/Spiel). Danach beendete er seine Karriere.
Im Juli 2012 stand Akinkunle in Chicagoer Zeitungen in den Schlagzeilen, nachdem er in seiner Wohnung überfallen worden war und ihm unter anderem Bargeld in Höhe von mehr als 100.000 US-Dollar und ein Auto entwendet worden waren.